# Accord de Londres sur les dettes

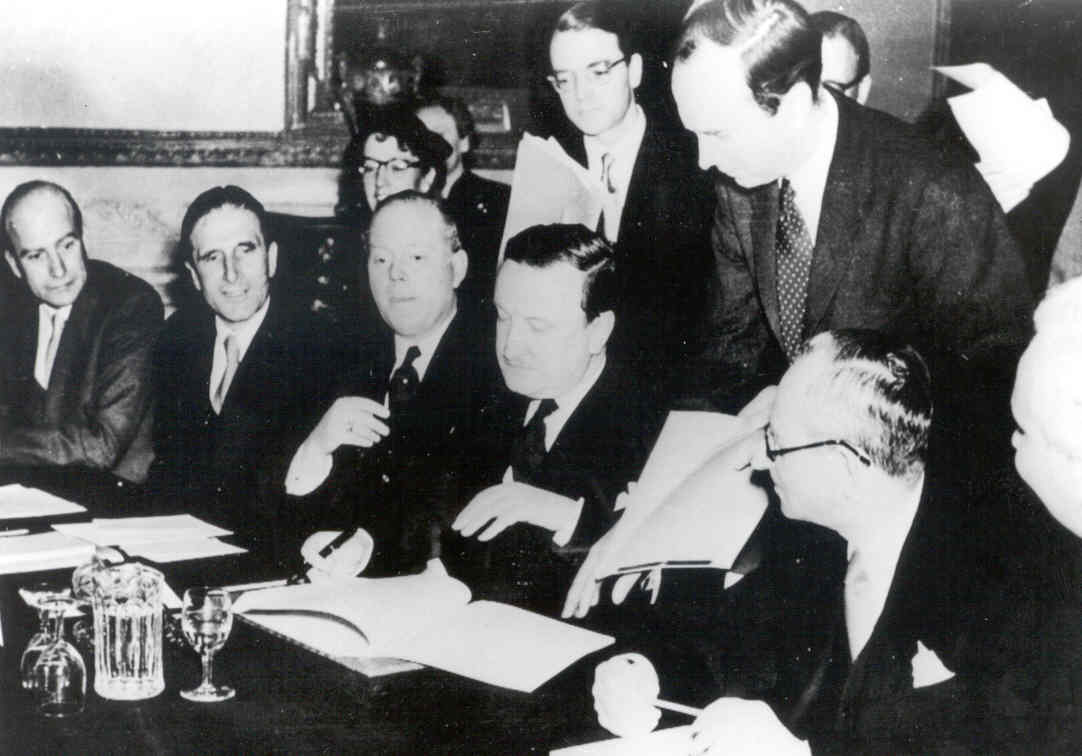
Hermann Josef Abs signe l'accord de Londres sur les dettes extérieures allemandes le 27 février 1953.

Pour les articles homonymes, voir Accord de Londres.
L'accord de Londres sur les dettes extérieures allemandes, aussi connu comme l'accord de Londres sur les dettes (en allemand : Londoner Schuldenabkommen), est un traité d'allégement de dette entre la République fédérale d'Allemagne et ses pays créanciers, signé le 27 février 1953. L'objectif était de ne pas surcharger l’Allemagne exsangue et éviter les erreurs du traité de Versailles signé en 1919.
L’accord de Londres couvrait un certain nombre de types de dettes allemandes datant d’avant et d’après la Seconde Guerre mondiale. Certaines d'entre elles relevaient directement des efforts pour financer les réparations, tandis que d'autres relevaient de vastes prêts, principalement par des investisseurs américains aux entreprises et au gouvernement allemands.

## Accord sur la dette
Les parties qui participèrent en plus de l’Allemagne de l'Ouest étaient la Belgique, le Canada, le Danemark, la France, le Royaume-Uni, la Grèce, l’Iran, l’Irlande, l’Italie, le Liechtenstein, le Luxembourg, la Norvège, l’Espagne, la Suède, la Suisse, l’Afrique du Sud, les États-Unis, la Yougoslavie et d’autres. Les États du bloc de l'Est ne furent pas impliqués. Les négociations, entamées en 1951, donnèrent lieu à un accord signé le 27 février 1953 avant d'être ratifié par les divers pays concernés dans les mois qui suivirent. Le négociateur pour la partie allemande était Hermann Josef Abs, futur président de la Deutsche Bank.
Les négociations portaient sur des sommes comprenant d'une part un montant de 16 milliards de marks résultant des obligations du traité de Versailles de la Première Guerre mondiale jamais honorées, ainsi que des emprunts souscrits par la république de Weimar et dont le paiement des intérêts a été suspendu par l’Allemagne au début des années 1930, et d'autre part 16 autres milliards de marks représentant des emprunts d'après-guerre auprès des Alliés et principalement des États-Unis. L'Allemagne avait décidé de rembourser ses dettes pour restaurer sa réputation. L'argent était essentiellement dû aux gouvernements et à des banques privées aux États-Unis, en France et en Grande-Bretagne. L'Allemagne étant alors partitionnée en deux, la question de savoir si la seule RFA devait prendre en charge la totalité des dettes allemandes d'avant-guerre se posa. Le chancelier Konrad Adenauer fut favorable à cette option en échange d'une reconnaissance internationale de la RFA, et d'une révision du statut d'occupation de la RFA.
Selon l'accord signé à Londres, le montant à rembourser fut réduit de 50%, soit environ 15 milliards de marks et étalé sur 30 ans. Ce remboursement, vu la croissance rapide de l'économie allemande, avait un impact mineur.
Une partie de l’accord incluait les dettes dues par le Reich, à payer après la réunification de l'Allemagne. Au fil des décennies, il semblait improbable que cela n’arrive jamais, mais en 1990, l'Allemagne réunifiée procéda à un autre remboursement de 239,4 millions de deutsche mark. Le 3 octobre 2010, le dernier versement de 69,9 millions d'euros fut effectué. Celui-ci est considéré comme le dernier remboursement de l'Allemagne des dettes connues résultant de deux guerres mondiales.